# Henk Jans
Henricus Adrianus Maria (Henk) Jans (Voorst, 15 juli 1926 - nabij Olsztyn (Polen), 31 juli 1997) was een Nederlands gemeenteambtenaar en bestuurder.
Henk Jans was een zoon van de burgemeester van Maashees en Overloon en Vierlingsbeek, Antoon Jans, en Hendrika Bloo. Hij studeerde Nederlands recht aan de Katholieke Universiteit Nijmegen, waar hij in 1951 zijn kandidaatsexamen deed. Hij was ambtenaar bij de gemeenten Nuland, Gendt en Didam en was van 1960 tot 1985 gemeentesecretaris van Gendt. Hij werd in 1971 namens de Partij van de Arbeid gekozen in de Tweede Kamer der Staten-Generaal. Hij voerde echter nooit het woord, maar stelde wel schriftelijke vragen over regionale kwesties, en vroeg zowel tijdens als na zijn Kamerlidmaatschap aandacht voor de gevaren van het Kalkar-project vlak over de Duitse grens. Na de zomer van 1972 was hij regelmatig afwezig, onder meer wegens gezondheidsredenen en na de verkiezingen van 1972 keerde hij niet terug, omdat hij teleurgesteld was over de bureaucratische werkwijze van de Tweede Kamer. Hij was vervolgens nog wel van 1972 tot 1987 lid van de Provinciale Staten van Gelderland.
Jans trouwde met Els van Lith. Hij verhuisde na zijn pensionering naar Olsztyn in noord-oost Polen, en adviseerde de Wereldbank over de ontwikkeling van Polen.
- Biografisch Portaal: 90480206
- Parlement.com: vg09lliisis9